# Dan Nicolae Potra
Dan Potra (Timișoara, Rumania, 28 de julio de 1979) es un gimnasta artístico rumano, medallista olímpico de bronce en 2004 en el concurso por equipos.

## Carrera deportiva
En el Campeonato Europeo celebrado en Patras (Grecia) en 2002 consiguió dos medallas de oro: en la general individual y en la competición por equipos.
En los JJ. OO. de Atenas 2004 gana el bronce en el concurso por equipos, tras Japón y Estados Unidos. Sus compañeros de equipo fueron: Marian Drăgulescu, Daniel Popescu, Răzvan Dorin Șelariu, Ioan Silviu Suciu y Marius Daniel Urzică.